# VI Giochi panafricani
I VI Giochi panafricani si tennero dal 13 al 23 settembre 1995 a Harare, nello Zimbabwe. Vi parteciparono 46 nazioni.
I Giochi videro per la prima volta la partecipazione del Sudafrica dopo il termine della politica di apartheid che ne aveva determinato l'esclusione dalle precedenti edizioni. Proprio il Sudafrica conquistò il primo posto nel medagliere complessivo per nazioni.

## Sport
Il programma dei Giochi ha previsto venti sport.
- Atletica leggera (dettagli)
- Baseball (dettagli)
- Calcio (dettagli)
- Ciclismo (dettagli)
- Ginnastica (dettagli)
- Hockey su prato (dettagli)
- Judo (dettagli)
- Karate (dettagli)
- Lotta (dettagli)
- Nuoto (dettagli)
- Pallacanestro (dettagli)
- Pallamano (dettagli)
- Pallavolo (dettagli)
- Pugilato (dettagli)
- Sollevamento pesi (dettagli)
- Taekwondo (dettagli)
- Tennis (dettagli)
- Tennistavolo (dettagli)
- Tiro (dettagli)

Il programma ha previsto inoltre tre sport dimostrativi:
- Rugby a 15 (dettagli)
- Netball (dettagli).
- Tuffi (dettagli)

I tuffi, non dovevano essere uno sport dimostrativo, ma sono stati declassati a causa del basso numero di nazioni partecipanti..

## Medagliere
| #      | Nazione            | Oro | Argento | Bronzo | Totale |
| ------ | ------------------ | --- | ------- | ------ | ------ |
| 1      | Sudafrica          | 64  | 51      | 39     | 154    |
| 2      | Egitto             | 61  | 43      | 50     | 154    |
| 3      | Nigeria            | 36  | 31      | 40     | 107    |
| 4      | Algeria            | 15  | 16      | 26     | 57     |
| 5      | Kenya              | 12  | 11      | 17     | 40     |
| 6      | Tunisia            | 9   | 11      | 17     | 39     |
| 7      | Zimbabwe           | 6   | 6       | 23     | 35     |
| 8      | Senegal            | 5   | 4       | 6      | 15     |
| 9      | Camerun            | 3   | 13      | 10     | 26     |
| 10     | Mauritius          | 3   | 6       | 9      | 18     |
| 11     | Madagascar         | 2   | 2       | 5      | 9      |
| 12     | Gabon              | 2   | 0       | 6      | 8      |
| 13     | Etiopia            | 1   | 5       | 6      | 12     |
| 14     | Ghana              | 1   | 4       | 2      | 7      |
| 15     | Mozambico          | 1   | 2       | 0      | 3      |
| 16     | Sierra Leone       | 1   | 1       | 0      | 2      |
| 17     | Tanzania           | 1   | 0       | 1      | 2      |
| 18     | Burundi            | 1   | 0       | 0      | 1      |
| 19     | Namibia            | 0   | 4       | 3      | 7      |
| 20     | Costa d'Avorio     | 0   | 4       | 2      | 6      |
| 21     | Zambia             | 0   | 2       | 2      | 4      |
| 22     | Lesotho            | 0   | 1       | 2      | 3      |
| 22     | Seychelles         | 0   | 1       | 2      | 3      |
| 24     | Burkina Faso       | 0   | 1       | 0      | 3      |
| 24     | Rep. Centrafricana | 0   | 1       | 0      | 2      |
| 24     | Guinea             | 0   | 1       | 0      | 2      |
| 24     | Libia              | 0   | 1       | 0      | 1      |
| 24     | Mali               | 0   | 1       | 0      | 1      |
| 29     | Angola             | 0   | 0       | 3      | 3      |
| 29     | eSwatini           | 0   | 0       | 3      | 3      |
| 31     | Uganda             | 0   | 0       | 2      | 2      |
| 33     | Botswana           | 0   | 0       | 1      | 1      |
| 33     | Rep. del Congo     | 0   | 0       | 1      | 1      |
| Totale | Totale             | 224 | 223     | 280    | 727    |

## Doping
I Giochi si sono segnati dalla scoperta di diversi casi di doping tra gli sportivi partecipanti, cosa che in alcuni casi ha comportato la revoca delle medagli attribuite. Sono risultati positivi a sostanze vietate: il ghanese Andrew Owusu, cui è stata revocata la medaglia d'argento nel salto in lungo; la sudafricana Karen Botha, che ha perso la medaglia di bronzo nel salto in lungo; il nigeriano Paul Egonye, che ha portato alla squalifica della sua staffetta 4x100 metri; e il lottatore egiziano Mohy Abdel Hareth, cui è stata revocata la medaglia d'oro nella categoria fino a 100 kg.